# St. Anger
St. Anger es el octavo álbum de estudio de la banda estadounidense de thrash metal Metallica, publicado el 5 de junio de 2003 con el sello Elektra Records. La publicación de este álbum supuso el fin de un intervalo de seis años sin ningún trabajo de estudio (ReLoad, 1997), el mayor en la carrera de la banda hasta ese momento. Iba a ser publicado inicialmente el 10 de junio, pero la preocupación porque se distribuyera sin licencia a través de programas P2P hizo que su lanzamiento se adelantase cinco días. St. Anger es el último álbum de Metallica producido por Bob Rock, presente en todas las grabaciones de la banda desde Metallica (1991). Este álbum es también el primero en el que no participa el bajista Jason Newsted, que dejó el grupo poco antes de las primeras sesiones de grabación, lo que hizo que el propio Bob Rock tomara las labores de bajista hasta que la banda encontrase un sustituto. Es también el único álbum de la banda marcada con un sticker de aviso parental.
La grabación del disco comenzó el 24 de abril de 2001, pero fue suspendida indefinidamente cuando el vocalista James Hetfield entró en rehabilitación por «alcoholismo y otras adicciones». St. Anger supone un cambio radical en el estilo del grupo, con un sonido más semejante al metal alternativo y al nu metal, una producción más cruda y sin solos de guitarra.
St. Anger debutó en lo más alto de las listas de popularidad de treinta países, incluyendo los Estados Unidos. Tras su publicación recibió críticas divergentes, motivadas en gran parte al cambio de sonido del grupo. El primer sencillo del disco, «St. Anger», ganó el premio Grammy en 2004 a la Mejor interpretación de heavy metal. El disco ha vendido más de dos millones de copias en los Estados Unidos, donde ha conseguido dos discos de platino.

## Antecedentes, composición y grabación
Metallica alquiló unos antiguos cuarteles militares en el Presidio de San Francisco y los convirtió en un estudio improvisado en enero de 2001. En estos cuarteles, en donde la banda permaneció hasta el mes de julio de ese año, se compusieron algunos de los temas que finalmente conformaron el disco, aunque muchos otros fueron rechazados. El disco fue grabado en los estudios HQ de San Rafael. Mientras se trazaban los planes de composición y grabación de su primer álbum en cuatro años, el grupo tuvo que posponer la grabación a causa de la salida de Jason Newsted. Newsted dejó Metallica el 17 de enero, declarando que su marcha se debía a «razones privadas y personales y al daño físico que me he causado a mí mismo durante estos años mientras tocaba la música que amo». La incomodidad que suponía tener que componer y grabar con un nuevo bajista hizo que Metallica confiara en su productor Bob Rock para este puesto, añadiendo que buscarían otro bajista una vez estuviera completado el álbum.
En julio de 2001 la grabación tuvo que detenerse cuando el vocalista y guitarrista rítmico, James Hetfield, entró en rehabilitación por alcoholismo y otras adicciones no reveladas. Hetfield regresó en diciembre de ese año, aunque sólo podía trabajar cuatro horas al día (entre las 12 del mediodía y las 4 de la tarde). A causa de los problemas de Hetfield, así como de los enfrentamientos entre miembros, la banda contrató a Phil Towle, un trabajador social clínico dedicado a la consejería para la mejora del rendimiento, como ayudante. El proceso de grabación y los enfrentamientos en el seno de la banda fueron filmados por Joe Berlinger y Bruce Sinofsky. Tras dos años de filmación, las más de mil horas de vídeo fueron editadas y publicadas en un documental titulado Some Kind of Monster, que fue publicado en 2004.
Hetfield declaró que el álbum había sido escrito con «mucha pasión. Hay dos años de emoción condensada en esto. Hemos pasado por un montón de cambios personales, luchas, epifanías, es profundo. Es muy profundo tanto lírica como musicalmente». «[St. Anger] es lo mejor que podemos sacar de nosotros ahora mismo». La banda quiso conferirle un sonido más crudo al álbum, acorde con las emociones que sentían y que no querían «estropear», por lo que Bob Rock no pulió el sonido en las mezclas. Rock comentó: «Quería hacer algo para reestructurar el modo en que suenan la radio y todo lo demás. Para mí, este álbum suena como cuatro chicos que quedan en un garaje y componen canciones de rock. Realmente no había tiempo para conseguir grandes interpretaciones de James. Nos gustaban las interpretaciones crudas. Y no íbamos a hacer lo que todo el mundo hace y de lo que me he sentido culpable durante mucho tiempo, que es afinar las voces. Simplemente lo hicimos, bum, y ya está».
El guitarrista Kirk Hammett comentó sobre la falta de solos en el disco que «queríamos preservar el sonido de nosotros cuatro ensayando en una habitación. Intentamos ponerle solos de guitarra, pero nos seguíamos encontrando con este problema. Realmente parecía que se nos había ocurrido en el último momento». Hammett declaró que estaba contento con el producto final. Rock declaró: «Nos prometimos a nosotros mismos que sólo incluiríamos material que tuviera integridad. No queríamos faltar a nuestra palabra añadiendo overdubs».
El baterista Lars Ulrich obtuvo un sonido característico en el disco dejando de apretar las membranas del tambor de su batería. Este sonido recibió muchas de las críticas hacia el disco, tanto de fanes como de periodistas. Ulrich declaró al respecto: «Un día me olvidé de apretar las membranas porque no estaba pensando en esas cosas. Cuando tocaba, me di cuenta de que me gustaba lo que oía; tenía un ambiente diferente. Se repetía de un modo hermoso». Sobre las críticas, dijo: «Es una locura, tan poco abiertos de mente». Rock reconoció: «Diría que sólo he hecho algo tan brutal grabando demos. Probablemente suene más pesado porque es Metallica, pero realmente estuvimos como quince minutos con ese sonido».

## Portada
El encargado del diseño del álbum fue el artista Pushead, que había colaborado anteriormente con la banda en ...And Justice for All, algunos sencillos y varias camisetas. En un principio se concibieron cuatro portadas iguales con colores distintos, de las que finalmente tres fueron desechadas.

## Lanzamiento y promoción

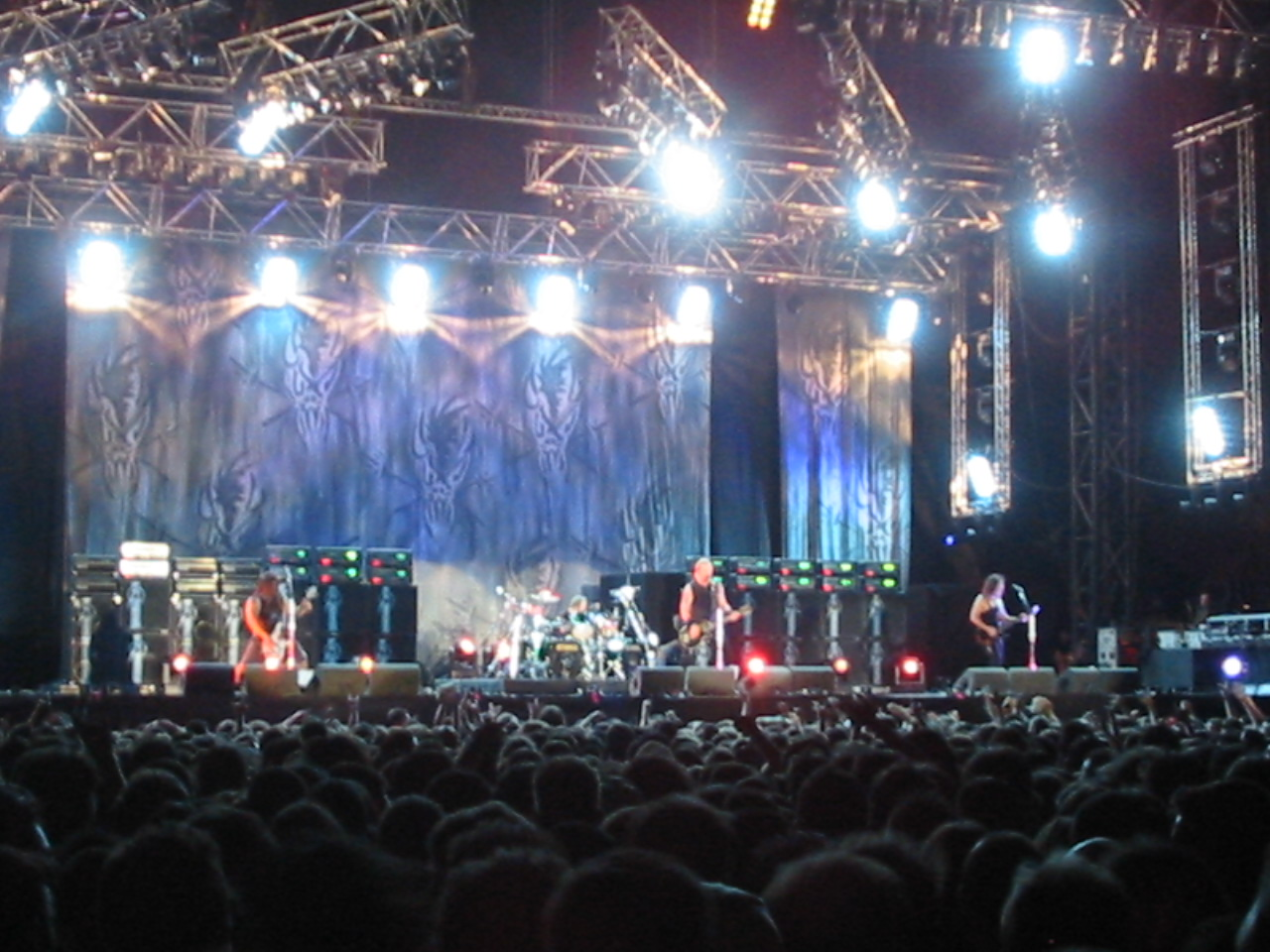
Metallica en concierto en Madrid en la gira de promoción europea de St. Anger.

St. Anger fue publicado el 5 de junio de 2003. Su fecha original de lanzamiento era el 10 de junio, pero debido a la batalla legal contra Napster y al miedo de que se filtrara ilegalmente en las redes P2P, la banda adelantó el lanzamiento cinco días. Se publicó también una edición especial con un DVD extra, en el que se incluyen interpretaciones en directo y en estudio de todos los temas del disco. St. Anger vendió 417.000 copias en su primera semana, debutando en el primer puesto en 30 países, incluyendo los Estados Unidos. En 2004, la banda ganó el premio Grammy a la Mejor interpretación de heavy metal por «St. Anger».
Tras la publicación del álbum, Metallica comenzó una gira de casi dos años de duración. La primera parte, Summer Sanitarium, transcurrió en 2003 por los Estados Unidos, con Limp Bizkit, Linkin Park, Mudvayne y Deftones de acompañantes. Tras Summer Sanitarium, la banda empezó el Madly in Anger with the World Tour, con el apoyo de Godsmack y Slipknot (estos últimos sólo en ciertas fechas europeas), que se extendió hasta finales de 2004.
Se extrajeron cuatro sencillos de St. Anger: «St. Anger», «Frantic», «The Unnamed Feeling» y «Some Kind of Monster», que alcanzaron los puestos 2, 21, 28 y 18 respectivamente en los Estados Unidos (Mainstream Rock Tracks). Asimismo, se filmó un vídeo musical por cada uno de los sencillos, que pueden encontrarse en el recopilatorio The Videos 1989-2004. Además, el vídeo de «Some Kind of Monster» aparece en el documental del mismo nombre.

## Recepción crítica
St. Anger obtuvo respuestas divergentes por parte de la crítica. La web de recopilación de reseñas Metacritic calificó el disco con un 65 sobre 100 basándose en 20 críticas. Por su parte, Adrien Bergrand de PopMatters expresó: «Aunque es un infame desorden a ratos, lo que puedes escuchar es una banda tocando con pasión por primera vez en muchos años». El productor Bob Rock había expresado al respecto que su intención era que sonara como «una banda improvisando juntos en un garaje por primera vez, y la banda resultó ser Metallica». Sobre el álbum, Amy McAuliffe (BBC) escribió: «Metallica no ha sonado tan bien desde ...And Justice for All. St. Anger le da una patada en el culo al nu metal y lo manda de vuelta al colegio». En un artículo en la revista NME, Ian Watson declaró que «las canciones son un reflejo desnudo y heroicamente brutal de esta furia. Tienes la sensación de que, junto con sus personalidades emocionales, han dejado el metal de lado y han empezado de cero. No hay espacio malgastado aquí, no hay tiempo para insignificantes solos de guitarra o artimañas como reducir el volumen del bajo, sólo un ataque centrado e implacable». Johnny Loftus de Allmusic alabó el álbum describiéndolo como «un duro e inquebrantable documento de luchas internas, introduciendo al oyente en el cuerpo magullado, aunque enérgico de Metallica, pero revelando en última instancia los torturadores y rebeldes demonios que luchan dentro del cerebro de Hetfield. St. Anger es una grabación directa».
Aunque muchas críticas fueron positivas, algunos artículos reflejaron un profundo desagrado hacia el álbum. Brent DiCrescenzo de Pitchfork Media rechazó sólidamente el disco y criticó a Ulrich y a Hammett, diciendo que Ulrich «tocaba una batería con cajas de acero, tambores de aluminio, dobles bombos programados y una campana de iglesia rota. El clamor de la batería de lujo ignoró los principios más básicos de la percusión: mantener el tempo». Añadió también que «las guitarras de Hetfield y Hammett están más procesadas que la comida para gatos. Cuando ambos pasan a toda velocidad por 'St. Anger', y muchos otros movimientos, parecen abrumarse el uno al otro con ruidos diferentes y espantosos». Por su parte, Michael Christopher (PopMatters) expresó que «St. Anger prescinde del reciente aluvión de cortesías comerciales en favor de un thrash con el acelerador a fondo, escalonadas y extensas estructuras, rápidos cambios y una confusa producción que trata de emular los días del Kill 'Em All».

## Lista de canciones
Todas las canciones escritas y compuestas por James Hetfield, Lars Ulrich, Kirk Hammett y Bob Rock. 
| N.º   | Título                 | Duración |  |
| 1.    | «Frantic»              | 5:50     |  |
| 2.    | «St. Anger»            | 7:21     |  |
| 3.    | «Some Kind of Monster» | 8:25     |  |
| 4.    | «Dirty Window»         | 5:24     |  |
| 5.    | «Invisible Kid»        | 8:30     |  |
| 6.    | «My World»             | 5:45     |  |
| 7.    | «Shoot Me Again»       | 7:10     |  |
| 8.    | «Sweet Amber»          | 5:27     |  |
| 9.    | «The Unnamed Feeling»  | 7:08     |  |
| 10.   | «Purify»               | 5:13     |  |
| 11.   | «All Within My Hands»  | 8:47     |  |
| 75:05 |                        |          |  |

## Créditos
- James Hetfield: voz, guitarra
- Kirk Hammett: guitarra, coros
- Robert Trujillo: bajo eléctrico (Fue incluido en los créditos a pesar de no participar en el álbum)
- Lars Ulrich: batería, percusión

Músicos adicionales
- Bob Rock: bajo eléctrico

## Posicionamiento y certificaciones
| Lista (2003)   | Posición más alta |
| -------------- | ----------------- |
| Australia      | 1                 |
| Austria        | 1                 |
| Canadá         | 1                 |
| Finlandia      | 1                 |
| Alemania       | 1                 |
| Países Bajos   | 2                 |
| Noruega        | 1                 |
| Polonia        | 1                 |
| Suecia         | 1                 |
| Suiza          | 2                 |
| Reino Unido    | 3                 |
| Francia        | 3                 |
| Estados Unidos | 1                 |

| País           | Organismo certificador | Certificación | Ventas certificadas | Ref.   |
| -------------- | ---------------------- | ------------- | ------------------- | ------ |
| Alemania       | BVMI                   | 2× Platino    | 400 000             | [ 53 ] |
| Argentina      | CAPIF                  | Oro           | 20 000              |        |
| Australia      | ARIA                   | 2× Platino    | 140 000             |        |
| Austria        | IFPI Austria           | Platino       | 30 000              |        |
| Bélgica        | BEA                    | Oro           | 25 000              |        |
| Brasil         | Pro-Música Brasil      | Oro           | 50 000              |        |
| Canadá         | Music Canada           | 2× Platino    | 200 000             | [ 54 ] |
| Dinamarca      | IFPI Dinamarca         | Oro           | 20 000              |        |
| Estados Unidos | RIAA                   | 2× Platino    | 2 000 000           |        |
| Finlandia      | Musiikkituottajat      | 2× Platino    | 40 000              | [ 55 ] |
| Francia        | SNEP                   | Oro           | 100 000             |        |
| Grecia         | IFPI Greece            | Oro           | 10 000              |        |
| Hong Kong      | IFPI Hong Kong         | Oro           | 10 000              |        |
| Hungría        | MAHASZ                 | Oro           | 10 000              |        |
| Japón          | RIAJ                   | Oro           | 100 000             | [ 56 ] |
| Noruega        | IFPI Noruega           | Platino       | 40 000              |        |
| Nueva Zelanda  | RMNZ                   | 2× Platino    | 30 000              |        |
| Países Bajos   | NVPI                   | Oro           | 40 000              |        |
| Polonia        | ZPAV                   | Oro           | 35 000              |        |
| Portugal       | AFP                    | Oro           | 20 000              |        |
| Reino Unido    | BPI                    | Oro           | 100 000             |        |
| Rusia          | NFPF                   | Platino       | 20 000              |        |
| Suecia         | GLF                    | Platino       | 60 000              |        |
| Suiza          | IFPI Suiza             | Platino       | 40 000              |        |
| Europa         | IFPI                   | Platino       | 1 000 000           |        |